# لورینا (تگزاس)
لورینا، تگزاس (به انگلیسی: Lorena, Texas) یک شهر در ایالات متحده آمریکا با جمعیت ۱٬۴۳۳ نفر است که در تگزاس واقع شده‌است.

## موقعیت جغرافیایی
موقعیت جغرافیایی شهرها و مناطق اطراف به شرح زیر است: